# Юган Арведсон
Юган Авґуст Арведсон (швед. Johan August Arfwedson; 12 січня 1792, Скаґерсгольмсбрук, Вестерйотланд — 28 жовтня 1841, Геденсе) — шведський хімік. У 1817 році відкрив хімічний елемент літій.

## Біографія
Юган Арведсон здобув шкільну освіту, навчаючись вдома у Геденсе, де жила його сім'я. У 1806 році почав вивчати гірничі науки в університеті Уппсала. Після закінчення навчання працює у Королівському інституті гірничих наук та стає членом гірничої колегії у Стокгольмі. Там він знайомиться з Єнсом Берцеліусом та працює пізніше в його лабораторії.
Аналізуючи мінерал Петаліт, у 1817 році Юган Арведсон відкриває елемент літій у формі сполуки. В подальшому працює над добуванням урана. У 1825 році одружується на Сарі Софії фон Еренгайм.
У 1841 році отримує почесну золоту медаль від Шведської академії наук за відкриття елементу літію. В честь нього названий мінерал Арфведсоніт.
Починаючи з 1997 року Товариство німецьких хіміків (GDCh) за особливі досягнення іноземних науковців в хімії літію присуджує премію Арведсона.